# Unicredit Czech Open 2005
L'Unicredit Czech Open 2005 è stato un torneo di tennis facente parte della categoria ATP Challenger Series nell'ambito dell'ATP Challenger Series 2005. Il torneo si è giocato a Prostějov in Repubblica Ceca dal 30 maggio al 5 giugno 2005 su campi in terra rossa.

## Vincitori

### Singolare
Jarkko Nieminen ha battuto in finale  Ivo Minář con il punteggio di 6–1, 6–3

### Doppio
Lukáš Dlouhý /  David Škoch hanno battuto in finale  Jan Hájek /  Jan Mašík 5–7, 6–3, 7–6(5)